# Celastrina canicularis
Celastrina canicularis är en fjärilsart som beskrevs av Ruggero Verity 1919. Celastrina canicularis ingår i släktet Celastrina och familjen juvelvingar. Inga underarter finns listade i Catalogue of Life.